# Михайлів Любомир Львович
Любомир Михайлів (нар. 4 січня 1953, с. Кропивник Долинського району Івано-Франківської області) — український письменник, журналіст, краєзнавець.

## Життєпис
Народився в селянській родині.
Стаціонарно закінчив факультет журналістики Львівського державного університету імені Івана Франка.
Працював редактором теле– і радіопрограм у Кіровоградському телерадіокомітеті, кореспондентом-організатором Рожнятівського районного радіомовлення.
Коли в Україні почалися демократичні процеси боротьби за встановлення вільної і незалежної Української держави, став членом Народного Руху України, організував разом із своїми однодумцями і очолив районне об’єднання товариства української мови «Просвіта» ім. Т. Г. Шевченка, головою якого є донині.
Був обраний депутатом Івано-Франківської обласної ради першого демократичного скликання. Працював заступником голови Рожнятівського райвиконкому, а згодом – заступником голови районної державної адміністрації. Працював на інших державних посадах.
Був редактором регіональної газети «Вісті Бойківщини». Зараз на пенсії.
Член Національних спілок письменників (з 2000), журналістів та краєзнавців України.

## Творчий доробок
Поет, прозаїк, краєзнавець. 
Автор поетичних збірок: 
- Формула зерна: поезії / Любомир Михайлів. — Снятин: Прут-Принт, 1993.- 88 с.
- Амплітуда вогню: поезії Любомир Михайлів. — Снятин: Над Прутом, 1994. — 80 с.
- Плаї: поезії / Любомир Михайлів. - Рожнятів: Вісті Бойківщини, 1996. — 64 с.
- Гірська земля: поезії / Любомир Михайлів. — Долина, [б.в.], 2001. — 80 с.
- Клавіші сонця: поезії / Любомир Михайлів. — Львів: Тиса, 2003. — 80 с.
- На семи вітрах: поезії / Любомир Михайлів. — Долина: [б.в.], 2003. — 80 с.
- Високосний рік: поезії / Любомир Михайлів. — Львів: Тиса, 2007. — 100 с.
- Автограф любові: поезії / Любомир Михайлів. — Львів: Тиса, 2007. — 76 с.
- «Між сотнями літ» (2007),
- «Літа і літо»(2009),
- «Вербовий мед»(2012),
- «Сонети»(2012),
- «Вибрані твори у трьох томах»: «Солодка ягода любові» (2013), «Сонячні бджоли» (2014), «Як маків цвіт» (2015),
- «Йшли батальйони на Схід»(2015),
- «За день до весни»(2016).

Автор прозової книги:
- Зазимки: оповідання, нариси, бувальщини / Любомир Михайлів. — Рожнятів: [б.в.], 2007. — 136 с.

Автор краєзнавчих книг:
- Долина: краєзнавчий нарис / Любомир Михайлів. — Ужгород: Карпати, 1988. — 120 с.
- Село Кропивник з погляду минулого / Любомир Михайлів. — Долина, 1998. — 64 с.
- Рожнятів і околиці: історико-краєзнавча книга /Любомир Михайлів. — Снятин: Прут-Принт, 2000. — 168 с.
- Історія села Кропивник: альбом / Любомир Михайлів. — Брошнів: Таля, 2009. — 174 с.
- «Рожнятів і околиці. Видання друге, доповнене, змінене»(2012).

Вірші автора виходили у збірках:
- Вірші / Любомир Михайлів // Під франковою зорею : збірник творів прикарпатських авторів. — Коломия: Вік, 2006. — С. 510—522.
- Косинка тиші: вірші / Любомир Михайлів // Калиновий спів : творчість молодих. — Ужгород: Карпати, 1978. — С. 39.
- Вірші / Любомир Михайлів // Столиця франкового серця: поезія, публіцистика, фотодокументалістика. — Івано-Франківськ: Місто НВ, 2006. — С. 88—91.
- Допоки маю іскорку вогню: поезії / Любомир Михайлів // Перевал. - 2003. — №3-4. — С. 245—246.
- Поезії / Любомир Михайлів // Перевал. — 1998. — № 3. — С. 141—142.
- Тризуб: балада /Любомир Михайлів // Новини Підгір’я. — 2007. — 13 січня.
- Гірська земля: вірші / Любомир Михайлів // Антологія краю. Долина. Болехів. Околиці. — Львів: „Логос”, 2000. — С. 135—142.

## Відзнаки
Лауреат премій
- імені Василя Стефаника,
- Марійки Підгірянки,
- Всеукраїнського літературного конкурсу «Золотий тризуб»,

Нагороджений медаллю «Будівничий України» та відзнакою «За заслуги перед Рожнятівщиною».